# Ontharingswas
Ontharingswas is speciale was die gebruikt wordt om te harsen, een methode van ontharen. De was wordt verwarmd, zodat hij vloeibaar wordt en met een kwastje op de behaarde huid kan worden gesmeerd. Dan koelt de was af, stolt weer en kan van de huid worden afgetrokken. Dan worden de haren, die in de was vastzitten, uit de huid getrokken. Er zijn verschillende soorten ontharingswas: harde, elastische en zachte ontharingswas. De zachte ontharingswas wordt verwijderd met een harsstrip en de andere zonder.